# 手ごろな女
『手ごろな女』（てごろなおんな）は、1980年10月7日から1980年11月18日まで、日本テレビ系列の「火曜劇場」（毎週火曜日22:00〜22:54）にて放映されたテレビドラマ。全7話。

## 概要・内容
平凡な女性・島宗詩子と、小心者の夫・菊夫。この夫婦の愛のもつれを中心に描いた。
詩子は菊夫の両親の反対を押し切り結婚。詩子の高校生時代の同級生・西本時江の家の焼肉店「若菜園」を手伝うという条件で、西本家の二階の一室を借りて貧しいながらも明るく暮らしていた。ところがある日、菊夫が突然詩子に別れ話を持ち出した。しのぶという愛人が出来たという。それを知った詩子はしのぶから菊夫を取り戻そうとする。そんな中、しのぶの妊娠が発覚する…。
泉ピン子のドラマ初主演作で、脚本を務めたジェームス三木の意向によって主演に抜擢されたという。

## キャスト
- 島宗詩子：泉ピン子

本作のヒロイン。明るい性格で働き者。
- 島宗菊夫：前田吟

ピアノのセールスの仕事をしている。善良な性格だがパッと見で目立たなく小心者。
- 倉持しのぶ：松原智恵子

元夫・高之とは数年前に別れ、その後はそろばん塾でそろばんを教えて生計を立てていたが、半年前に生きる望みを失ったと思い込みガス自殺を図った。ちょうどその時にピアノのセールスで訪問した菊夫にその場を発見され、助けられて一命を取り留めたのがきっかけで菊夫と知り合い、励まし励まされながら結ばれる仲となった。
- 西本良市：柳生博

時江の夫。「若菜園」を経営。
- 西本時江：西川ひかる
- 島宗銀子：森光子

菊夫の母。最初、詩子との結婚には反対していた。
- 江守徹
- 音無美紀子
- 太地喜和子
- 木村弓美
- 大本隆史
- 高之：ジェリー藤尾

しのぶの別れた夫。刑務所に服役していたが、しのぶと菊夫との愛人騒動の最中、出所することに。

## スタッフ
- プロデューサー：平林邦介、早川恒夫
- 脚本：ジェームス三木
- 演出：石橋冠（第1～3、6、7各話）、宮崎洋（第4話）、雨宮望（第5話、第6話）
- 音楽：坂田晃一
- 制作：日本テレビ

## 主題歌・挿入歌
- 「想い出によりそえば」（歌：沢田亜矢子）
  - 作詞：喜多条忠／作曲・編曲：坂田晃一

- 「さよならの行方」（歌：沢田亜矢子）
  - 作詞：喜多条忠／作曲：坂田晃一／編曲：小六禮次郎